# Unite (album)
Unite è il diciannovesimo album in studio del gruppo musicale statunitense Kool & the Gang, pubblicato nel 1993.

## Tracce
1. (Jump Up On The) Rhythm And Ride – 5:07
2. I Think I Love You – 4:49
3. Love Come Down – 4:14
4. Pretty Little Sexy Miss – 4:15
5. Better Late Than Never – 4:39
6. Heart – 4:45
7. My Search Is Over – 4:00
8. Wkool – 0:21
9. Summer – 6:10
10. B. Ball – 0:58
11. Brown – 5:55
12. Give Right Now To You – 4:13
13. State Of The Earth Address – 0:49
14. The Weight – 3:58
15. It's Not Too Late – 0:47
16. Show Us The Way To Love – 5:20
17. Now Is The Time – 0:55
18. Unite – 5:50
19. Klassical Kool – 0:40
20. God Will Find You – 4:48
21. Spatial Relationships – 1:27